# Nhà hát Chèo Hà Nội

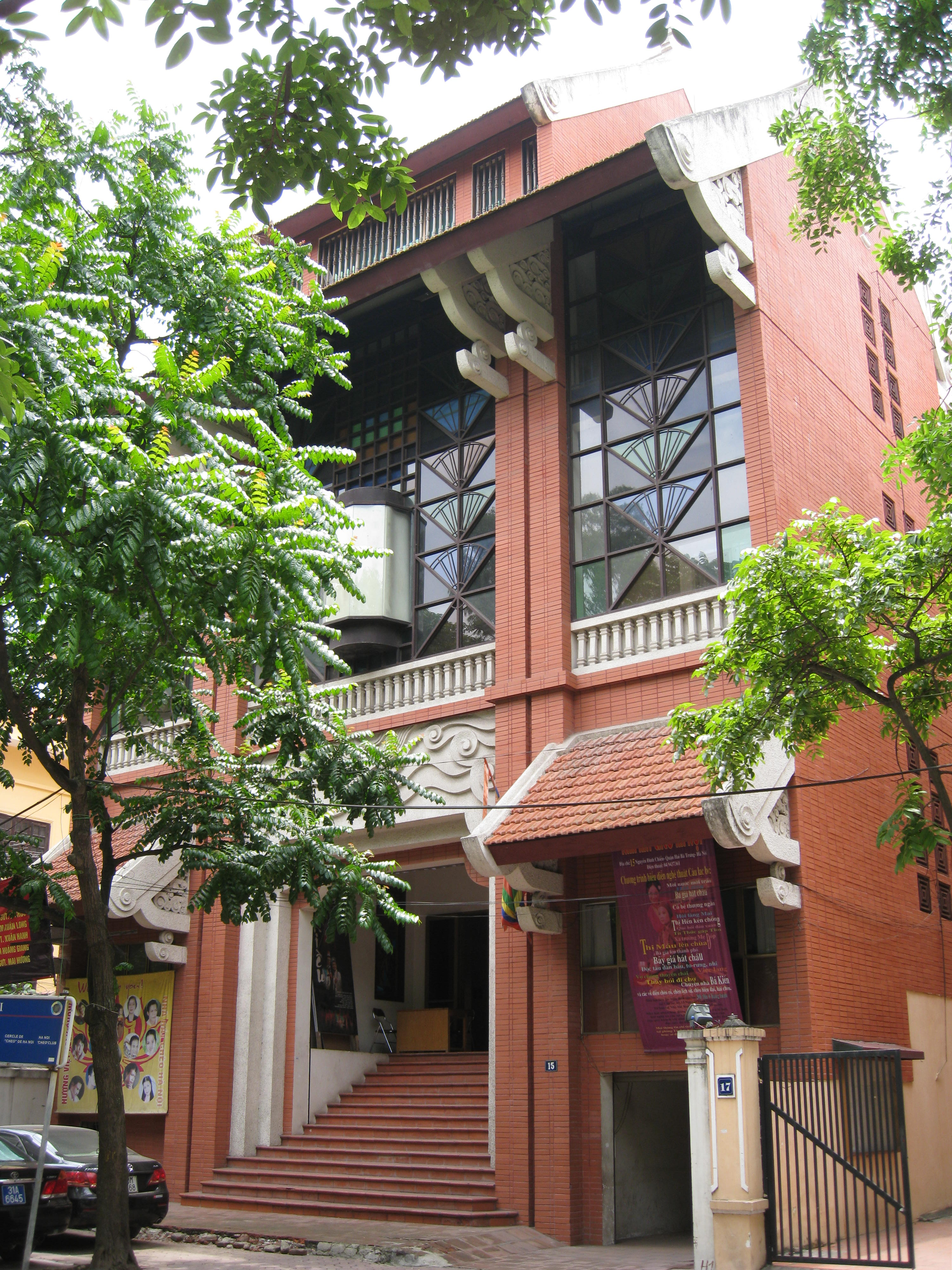
Cổng vào nhà hát Chèo Hà Nội

Nhà hát Chèo Hà Nội là đơn vị hoạt động nghệ thuật sân khấu chuyên nghiệp của thủ đô, thành lập trên cơ sở nâng cấp từ Đoàn Chèo Hà Nội năm 2002. Từ năm 2008, Nhà hát Chèo Hà Nội có thêm lực lượng từ Nhà hát Chèo Hà Tây sáp nhập vào và là một trong số 3 nhà hát Chèo có tới 3 đoàn chèo. Nhà hát Chèo Hà Nội có trụ sở đặt tại: số 15 phố Nguyễn Đình Chiểu, phường Nguyễn Du, quận Hai Bà Trưng, thành phố Hà Nội. Giám đốc nhà hát hiện nay là Nghệ sĩ nhân dân Hoàng Quốc Anh. Chèo Hà Nội hình thành ở trung tâm của Tứ chiếng Chèo và hiện nay vùng thủ đô mở rộng đã bao gồm phần của các chiếng chèo Xứ Đoài, Xứ Bắc, Xứ Nam. Nhà hát Chèo Hà Nội hiện là một trong những đơn vị nghệ thuật chuyên nghiệp mạnh nhất trong làng chèo Việt Nam. 

## Lịch sử hình thành
Nhà hát Chèo Hà Nội hiện tại được sáp nhập từ Nhà hát Chèo Hà Tây cũ và nhà hát Chèo Hà Nội từ tháng 8/2008.

### Nhà hát Chèo Hà Nội
Tiền thân là Đoàn Lạc Việt, sau đổi tên là Kim Lan, diễn tại rạp Lạc Việt (Hà Nội) từ trước ngày giải phóng thủ đô (1954). Ngày 1.1.1966, sáp nhập với Đoàn Chèo Quân đội thành Đoàn Chèo Hà Nội. Đoàn Chèo Hà Nội tiếp thu được truyền thống của Đoàn Kim Lan, nơi hội tụ những nghệ nhân chèo xuất sắc như Ba Nghị, Cả Lễ, Tư Liên, Hoa Tâm. Đoàn có dàn kịch mục phong phú, gồm 34 nhiều diễn. Các vở chủ yếu: "Kim Nham", "Lưu Bình - Dương Lễ", "Quan Âm Thị Kính", "Ai mua hành tôi", "Thạch Sanh", "Tấm Cám", "Cô Son", "Tú Uyên Giáng Kiều", "Sợi tơ vàng", "Ni cô Đàm Vân", vv. Được Nhà nước thưởng 3 Huân chương Lao động (1 hạng nhì và 2 hạng ba).

### Nhà hát Chèo Hà Tây
Tiền thân là Đoàn Chèo Cổ Phong, thành lập 1957, hoạt động ở Hà Nội rồi về Sơn Tây, trở thành Đoàn Chèo Hà Sơn Bình sau khi sáp nhập ba tỉnh Hà Đông, Sơn Tây và Hòa Bình. Là đoàn Chèo có truyền thống, được hai nghệ nhân bậc thầy là An Văn Mược và Phạm Hồng Lô đặt nền móng nghệ thuật từ ngày đầu. Đã biểu diễn phục vụ ngoài mặt trận trong thời kì chống Mĩ, tham gia các cuộc liên hoan nghệ thuật như Liên hoan sân khấu các dân tộc ba nước Đông Dương ở Campuchia (1986). Những vở chủ yếu: "Suý Vân", "Trương Viên", "Lưu Bình Dương Lễ", "Tấm Cám", "Trần Quốc Toản ra quân", vv. Được Nhà nước tặng thưởng Huân chương Lao động hạng ba. Đoàn 3 - Nhà hát Chèo Hà Nội chính là lực lượng của Chèo Hà Tây đã sáp nhập trong Chèo Hà Nội.
Chèo Hà Nội mang phong cách đặc trưng là sự sang trọng, thanh lịch nhưng vẫn rất dân gian, rất truyền thống, rất mẫu mực.

## Nghệ thuật chèo ở Hà Nội
Nghệ thuật chèo được hình thành từ thế kỷ 10 tại Kinh đô Hoa Lư (Ninh Bình) dưới thời nhà Đinh. Ưu bà Phạm Thị Trân đã truyền dạy nghệ thuật chèo cho cung nữ và quân lính. Sau đó chèo phát triển rộng ra lãnh thổ Đại Cồ Việt (vùng châu thổ Bắc Bộ và các tỉnh Thanh - Nghệ - Tĩnh trở ra). Vào thế kỷ 15, vua Lê Thánh Tông đã không cho phép biểu diễn chèo tại kinh đô Thăng Long. Chèo trở về với nông dân, gắn liền với sinh hoạt đời sống, hội hè của người Việt. 
Nghệ thuật chèo Đồng bằng sông Hồng trở thành cái nôi chèo với Tứ chiếng chèo Đông, Đoài, Nam, Bắc. Chiếng Chèo là những phường Chèo hoạt động trong một vùng văn hóa, địa lý nhất định. Phong trào hát chèo xưa phân vùng chèo châu thổ sông Hồng thành 4 chiếng chèo Đông, chèo Đoài, chèo Nam, chèo Bắc với kinh đô Thăng Long - Hà Nội  ở vị trí trung tâm. Mỗi chiếng có những "ngón nghề" riêng, kỹ thuật riêng, khó lưu truyền và phát triển ra đến bên ngoài do sự khác nhau trong phong cách nghệ thuật dựa trên cơ sở dân ca, dân vũ và văn hóa địa phương, chỉ người trong chiếng mới diễn được với nhau.
Với sự mở rộng địa giới hành chính, hiện nay Hà Nội bao gồm cả một phần diện tích của 3 trong tổng số 4 chiếng chèo xưa: Chiếng chèo xứ Bắc (Khu vực Mê Linh, Đông Anh, Sóc Sơn, Gia Lâm, Long Biên), Chiếng chèo xứ Nam (Khu vực Thanh Oai, Chương Mỹ, Thường Tín, Phú Xuyên, Ứng Hòa, Mỹ Đức) và Chiếng chèo xứ Đoài (khu vực Sơn Tây, Ba Vì, Thạch Thất, Phúc Thọ, Đan Phượng, Hoài Đức, Quốc Oai).
Hiện nay Hà Nội cũng là cái nôi chèo lớn của Việt Nam với những tên tuổi lớn của sân khấu chèo như NSND Tào Mạt, NSND Chu Văn Thức, NSND Diễm Lộc, NSND Khắc Tư, NSND Đoàn Thanh Bình, NSƯT Văn Chương, NSND Thu Huyền,. và các vùng chèo nổi tiếng như: Thạch Thất, Quốc Oai, Ba Vì, Sơn Tây, Thường Tín, Phú Xuyên, Mê Linh...

## Các nghệ sĩ
Nhà hát Chèo Hà Nội có tổng số 153 cán bộ, diễn viên, nhạc công. Một số nghệ sĩ tiêu biểu hiện nay:
- NSND Thu Huyền - Phó Giám đốc phụ trách,
- NSƯT Thảo Quyên - diễn viên chèo,
- NSƯT Hồng Nam - diễn viên chèo,
- NSƯT Thanh Loan - diễn viên chèo,
- NSƯT Minh Huệ - diễn viên chèo,
- NSƯT Việt Thắng - diễn viên chèo,
- NSƯT , biên đạo múa Hoài Anh,
- NSƯT Ngọc Ánh - Trưởng đoàn 3
- NS Quốc Phòng - Trưởng đoàn 1
- Các nghệ sĩ khác: Xuân Huynh, Thục Khánh, Lê Đạt, Quang Dương, Huyền Trang

Các nghệ sĩ tên tuổi từng gắn bó với nhà hát Chèo Hà Nội
- Trịnh Thúy Mùi, hiện là chủ tịch Hội Nghệ sĩ Sân khấu Việt Nam
- Trần Quốc Chiêm, diễn viên, cựu Giám đốc Nhà hát,đoàn Chèo HN
- Phan Hộ, diễn viên, đoàn Chèo Hà Nội
- Vũ Thị Hoa Tâm, diễn viên, đoàn Chèo HN
- Trịnh Thị Lan, diễn viên, đoàn Chèo HN
- Bùi Thị Thanh Trầm, diễn viên,đoàn Chèo HN
- Nguyễn Thị Khanh, diễn viên, đoàn Chèo Hà Tây
- Cao Kim Diễn, diễn viên, đoàn Chèo Hà Nội

## Các tác phẩm
- Nàng Sita
- Oan khuất một thời
- Ngọc Hân Công Chúa
- Cuộc thi nghệ thuật sân khấu chèo toàn quốc 2013: Nhà hát chèo Hà Nội thắng lớn với 7 huy chương Vàng, 7 huy chương Bạc cho 3 vở diễn tham gia dự thi là “Vương nữ Mê Linh”, “Nguyễn Công Trứ” và “Nắng quái chiều hôm”.[4]

## Thành tích
- Năm 2020, Tại Cuộc thi Tài năng trẻ diễn viên Chèo toàn quốc năm 2020 đã diễn ra tại Hà Nam, Nhà hát Chèo Hà Nội đã xuất sắc giành 2 huy chương vàng (Phùng Thị Thanh Huyền, Phạm Thị Kim Liên) và 1 giải triển vọng, xếp thứ nhì các đoàn tham gia theo thành tích huy chương.
- Năm 2019, Tại Liên hoan sân khấu chèo toàn quốc diễn ra tại Bắc Giang, chèo Hà Nội tiếp tục khẳng định vị trí quán quân của mình trong làng chèo khi đã xuất sắc giành huy chương vàng cho vở diễn "Điều còn lại"; giành tới 6 huy chương vàng cá nhân (NSUT Thu Huyền, NSUT Việt Thắng, NSUT Minh Nhan, Mạnh Hùng, Quốc Phòng, NSUT Hoài Thu) và 4 huy chương bạc, xếp thứ 1/16 đơn vị tham gia theo thành tích huy chương.
- Năm 2017, Cuộc thi Tài năng trẻ Diễn viên sân khấu Tuồng, Chèo chuyên nghiệp toàn quốc diễn ra ở Thanh Hóa, Chèo Hà Nội xếp thứ 3 với 2 HCV của Nguyễn Thị Thanh Tân và Nguyễn Thị Thắm.
- Năm 2016, Tại cuộc thi Nghệ thuật Sân khấu chèo chuyên nghiệp toàn quốc 2016 diễn ra ở Ninh Bình[5] Nhà hát Chèo Hà Nội tham gia với 3 vở, xuất sắc giành Huy chương vàng vở diễn “Nàng thứ phi họ Đặng”, Huy chương bạc vở diễn “Cánh chim trắng trong đêm”. Giải cá nhân có 08 Huy chương vàng (NSƯT Ngọc Ánh, NSƯT Minh Hằng, Hồng Nam, Thu Hòa, Lê Tuấn, NSƯT Hoài Thu, Quốc Phòng và Việt Thắng) và 05 Huy chương bạc. Cơ cấu giải thưởng cuộc thi có tổng 05 vở diễn đạt HCV và 05 vở diễn đạt HCB, 42 HCV cá nhân, 81 HCB cá nhân. “Cánh chim trắng trong đêm” còn là một trong 4 vở diễn đã nhận được Bằng khen vở diễn xuất sắc về đề tài chiến tranh cách mạng do Hội Nghệ sĩ Sân khấu Việt Nam đã trao tặng; biên đạo múa Hoài Anh giành được giải: Biên đạo múa xuất sắc nhất. Đoàn Hà Nội giành thứ nhất trong số 16 đoàn tham dự cuộc thi theo thành tích huy chương.
- Năm 2013, Tại cuộc thi Nghệ thuật Sân khấu chèo chuyên nghiệp toàn quốc 2013 diễn ra ở Hải Phòng[6] Nhà hát Chèo Hà Nội giành Huy chương vàng vở diễn “Vương nữ Mê Linh”. Giải cá nhân có 06 Huy chương vàng (NSƯT Quốc Anh, Hoài Thu, Quốc phòng, Việt Thắng, Phương Mây, Ngọc Dương) và 07 Huy chương bạc (Minh Nhan, NSƯT Ngọc Ánh, Thu Hòa, Trúc Mai, Hồng Nam, Hồng Thắm, Thảo Quyên). NSƯT Trịnh Thúy Mùi giành giải Đạo diễn xuất sắc nhất. Cơ cấu giải thưởng cuộc thi có tổng 03 vở diễn đạt HCV và 06 vở diễn đạt HCB, 42 HCV cá nhân, 68 HCB cá nhân. Xếp thứ 1/17 đoàn tham dự theo thành tích huy chương.
- Năm 2011, Tại Liên hoan Sân khấu Chèo về đề tài hiện đại – 2011 diễn ra ở Thái Bình,[7] Chèo Hà Nội giành Huy chương vàng vở diễn “Quan lớn về làng”. Giải cá nhân có 04 Huy chương vàng (NSTNT. Tuấn Tài, Văn Cường, NSƯT. Thu Huyền, Thu Hằng, Thanh Loan) và 07 Huy chương bạc (Mạnh Hùng, Quốc Phong, Quốc phòng, Đào Dũng, Lê Tuấn, Thanh Hiền, Quốc Huy). Cơ cấu giải thưởng cuộc thi có tổng 03 vở diễn đạt HCV và 03 vở diễn đạt HCB, 27 HCV cá nhân, 50 HCB cá nhân. Xếp hạng 2/13 đoàn tham dự theo thành tích huy chương.
- Năm 2009, Tại Hội diễn sân khấu Chèo chuyên nghiệp toàn quốc - 2009 diễn ra ở Quảng Ninh[8] Nhà hát Chèo Hà Nội giành Huy chương bạc vở diễn “Ngọc Hân công chúa” (Cơ cấu giải hội diễn có 02 vở diễn đạt Huy chương vàng và 05 vở diễn đạt Huy chương bạc). Giải cá nhân có 04 Huy chương vàng (NSƯT Quốc Anh, Thu Hằng, Quốc phòng, Thanh Hiền) và 04 Huy chương bạc (Trúc Mai, NSƯT Đức Thuận, Mạnh Hùng, Hạnh Ngân). Xếp thứ 4/17 đoàn tham dự về số lượng huy chương.